# Methona
Methona ist eine Gattung von Schmetterlingen innerhalb der Familie der Edelfalter (Nymphalidae).

## Merkmale

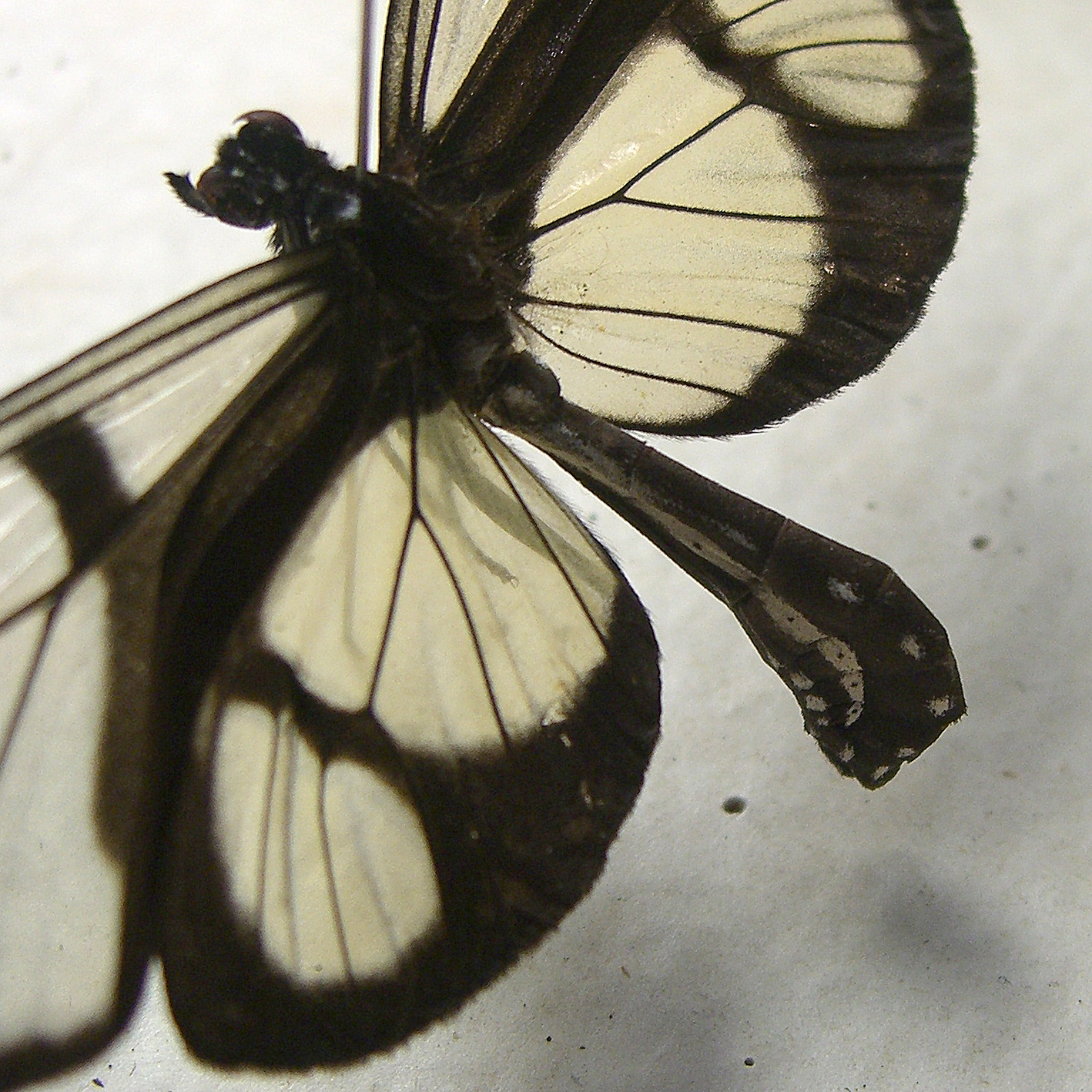
Seitenansicht des Abdomens

Bei den Vertretern der Gattung Methona handelt es sich um mittelgroße Tagfalter, die eine Flügelspannweite von sieben bis zehn Zentimetern erreichen. Die Raupen sind auffällig gefärbt.

## Lebensweise
Die Raupen der Gattung Methona leben gesellig und ernähren sich ausschließlich von Blättern der Gattung Brunfelsia (Nachtschattengewächse (Solanaceae)). Die folgende Tabelle zeigt die bekannten Beziehungen zwischen den Raupen einzelner Methona-Arten und der als Futterpflanze dienenden Brunfelsia-Arten.
|                | M. confusa | M. megisto | M. singularis | M. themisto |
| -------------- | ---------- | ---------- | ------------- | ----------- |
| B. amazonica   | ×          |            |               |             |
| B. australis   |            |            |               | ×           |
| B. dwyeri      | ×          |            |               |             |
| B. grandiflora | ×          | ×          |               |             |
| B. pauciflora  | ×          |            |               | ×           |
| B. mire        |            | ×          |               |             |
| B. martiana    |            | ×          |               |             |
| B. uniflora    |            |            | ×             | ×           |

## Vorkommen
Das Verbreitungsgebiet der Gattung deckt sich weitestgehend mit dem südamerikanischen Verbreitungsgebiet der Raupenfutterpflanzen der Gattung Brunfelsia. Die größte Zahl der Arten findet sich in den Anden, drei Arten sind im Amazonasbecken beheimatet, zwei im nordöstlichen Brasilien und eine Art im südöstlichen Brasilien. Eine disjunkte Population von Methona confusa im Cerro Jefe in Panama wird als eigene Unterart angesehen. Auf den Westindischen Inseln, wo einige Arten von Brunfelsia beheimatet sind, sind keine Methona zu finden. Im Westen Argentiniens wurden Exemplare der Gattung gefunden, obwohl dort keine Brunfelsia heimisch sind. Es ist wahrscheinlich, dass die Raupen sich dort von in Gärten kultivierten Pflanzen ernähren.

## Systematik
Die Gattung Methona umfasst sieben Arten und einige Unterarten:
- Methona confusa Butler, 1873
  - Methona confusa confusa
  - Methona confusa psamathe
- Methona curvifascia Weymer, 1883
- Methona grandior (Forbes, 1944)
  - Methona grandior grandior
  - Methona grandior incana
- Methona maxima (Forbes, 1944)
  - Methona maxima maxima
  - Methona maxima nigerrima
- Methona megisto C. & R. Felder, 1860
- Methona singularis (Staudinger, [1884])
- Methona themisto (Hübner, 1818)
  - Methona themisto themisto